# Бернштат ауф дем Ајген
Бернштат ауф дем Ајген (њем. Bernstadt a. d. Eigen) град је у њемачкој савезној држави Саксонија. Једно је од 59 општинских средишта округа Герлиц. Према процјени из 2010. у граду је живјело 3.873 становника. Посједује регионалну шифру (AGS) 14626030.

## Географски и демографски подаци
Бернштат ауф дем Ајген се налази у савезној држави Саксонија у округу Герлиц. Град се налази на надморској висини од 231 метра. Површина општине износи 51,9 km². У самом граду је, према процјени из 2010. године, живјело 3.873 становника. Просјечна густина становништва износи 75 становника/km².

## Међународна сарадња
| Мјесто | Држава | Врста сарадње | Од    |
| ------ | ------ | ------------- | ----- |
|        | Пољска | партнерство   | 2005. |
|        | Пољска | партнерство   | 1995. |
| Извор  |        |               |       |